# بيدرو ريبوليدو
بيدرو ريبوليدو (بالإسبانية: Pedro Rebolledo)‏ مواليد 17 ديسمبر 1960 في سانتياغو، هو لاعب كرة مضرب تشيلي سابق بدأ مسيرته كمحترف سنة 1979 وكان يلعب باليد اليمنى، اعتزل اللعب في 1992. أعلى تصنيف له في الفردي كان المركز الـ 36 في سنة 1982. أعلى تصنيف له في الزوجي كان المركز الـ 162 في سنة 1984.

## النهائيات
| الحصيلة | الرقم | التاريخ | البطولة              | الأرضية | المنافس في النهائي  | النتيجة في النهائي |
| ------- | ----- | ------- | -------------------- | ------- | ------------------- | ------------------ |
| الوصافة | 1.    | 1981    | باليرمو، إيطاليا     | ترابية  | مانويل أورانتس      | 4–6, 0–6, 0–6      |
| الفوز   | 1.    | 1982    | فينيا ديل مار, تشيلي | ترابية  | راؤول راميريز       | 6–4, 3–6, 7–6      |
| الفوز   | 2.    | 1983    | سالفادور، البرازيل   | صلبة    | خوليو غوس           | 6–3, 6–3           |
| الوصافة | 2.    | 1984    | باري، إيطاليا        | ترابية  | هنريك صندستروم      | 5–7, 4–6           |
| الفوز   | 3.    | 1987    | سانت فنسنت، إيطاليا  | ترابية  | فرانشيسكو كانسيلوتي | 7–6, 4–6, 6–3      |

## روابط خارجية
- بيدرو ريبوليدو على موقع رابطة محترفي التنس (الإنجليزية)
- بيدرو ريبوليدو على موقع الاتحاد الدولي لكرة المضرب (الإنجليزية)
- بيدرو ريبوليدو على موقع كأس ديفيز (الإنجليزية)
- بيدرو ريبوليدو على موقع خلاصة التنس.كوم (الإنجليزية)